# Île Corossony
Île Corossony är en ö i Franska Guyana (Frankrike). Den ligger i den centrala delen av landet, 70 km söder om huvudstaden Cayenne.